# Chambre des représentants (Thaïlande)
Pour les autres articles nationaux ou selon les autres juridictions, voir Chambre des représentants.
26e législature
Sappaya-Sapasathan
La Chambre des représentants (en thaï : สภาผู้แทนราษฎร ; RTGS : Sapha Phuthaen Ratsadon, [sā.pʰāː pʰûː.tʰɛ̄ːn râːt.sā.dɔ̄ːn]) forme la chambre basse de l'Assemblée nationale de Thaïlande. Elle exerce le pouvoir législatif du pays conjointement avec le Sénat. Elle est composée de 500 membres, dont 400 élus au scrutin uninominal majoritaire à un tour au sein de circonscriptions, tandis que les 100 autres sont élus au scrutin proportionnel plurinominal.
Abolie temporairement à la suite du coup d'État de mai 2014 et remplacée par l'Assemblée nationale législative, créée à l'initiative du Conseil national pour la paix et le maintien de l'ordre, la Chambre des représentants est rétablie par la constitution de 2017. Le nouvelle constitution a en effet rétablit un parlement bicaméral composé de la Chambre des représentants dont les membres sont élus et d'un Sénat dont l'intégralité des sénateurs sont nommés.

## Système électoral
La chambre des représentants est composée de 500 sièges pourvus tous les quatre ans selon un mode de scrutin mixte. Sur ce total, 400 sont ainsi pourvus au scrutin uninominal majoritaire à un tour dans autant de circonscriptions électorales, tandis que les 100 sièges restants le sont au scrutin proportionnel plurinominal de liste selon un système parallèle. Les électeurs remplissent ainsi deux bulletins séparés, le vote pour un candidat choisi au niveau d'une circonscription pouvant être différent de celui envers un parti pour les sièges à la proportionnelle au niveau national.
Il s'agit d'un retour à un système parallèle, abandonné pour la première fois au scrutin précédent. Les élections de 2019 avaient en effet eu lieu selon un système compensatoire avec 350 sièges attribués au scrutin majoritaire, puis 150 autres à la proportionnelle de manière à faire correspondre le plus possible la répartition totale des sièges à celle des suffrages au niveau national. Le scrutin avait lieu sur la base d'un bulletin unique où un vote pour un candidat équivalait également à un vote pour son parti. Les partis ayant remporté une part des 350 sièges au scrutin majoritaire plus importante que leur part des suffrages au niveau national ne se voyaient ainsi pas attribués de sièges, répartis sur les partis dont le total de sièges était en « déficit » sur leur part des voix. Le retour à un système parallèle dans lequel la part proportionnelle est attribuée indépendamment de celle majoritaire sans logique compensatoire est l'objet d'une réforme entreprise en 2021 via un amendement constitutionnel porté par les principaux partis, dont le Palang Pracharat et le Pheu Thai.
La loi électorale impose par ailleurs aux partis en lice d'annoncer à l'avance jusqu'à trois candidats au poste de Premier ministre. Ceux-ci n'appartiennent pas nécessairement aux partis les désignant.

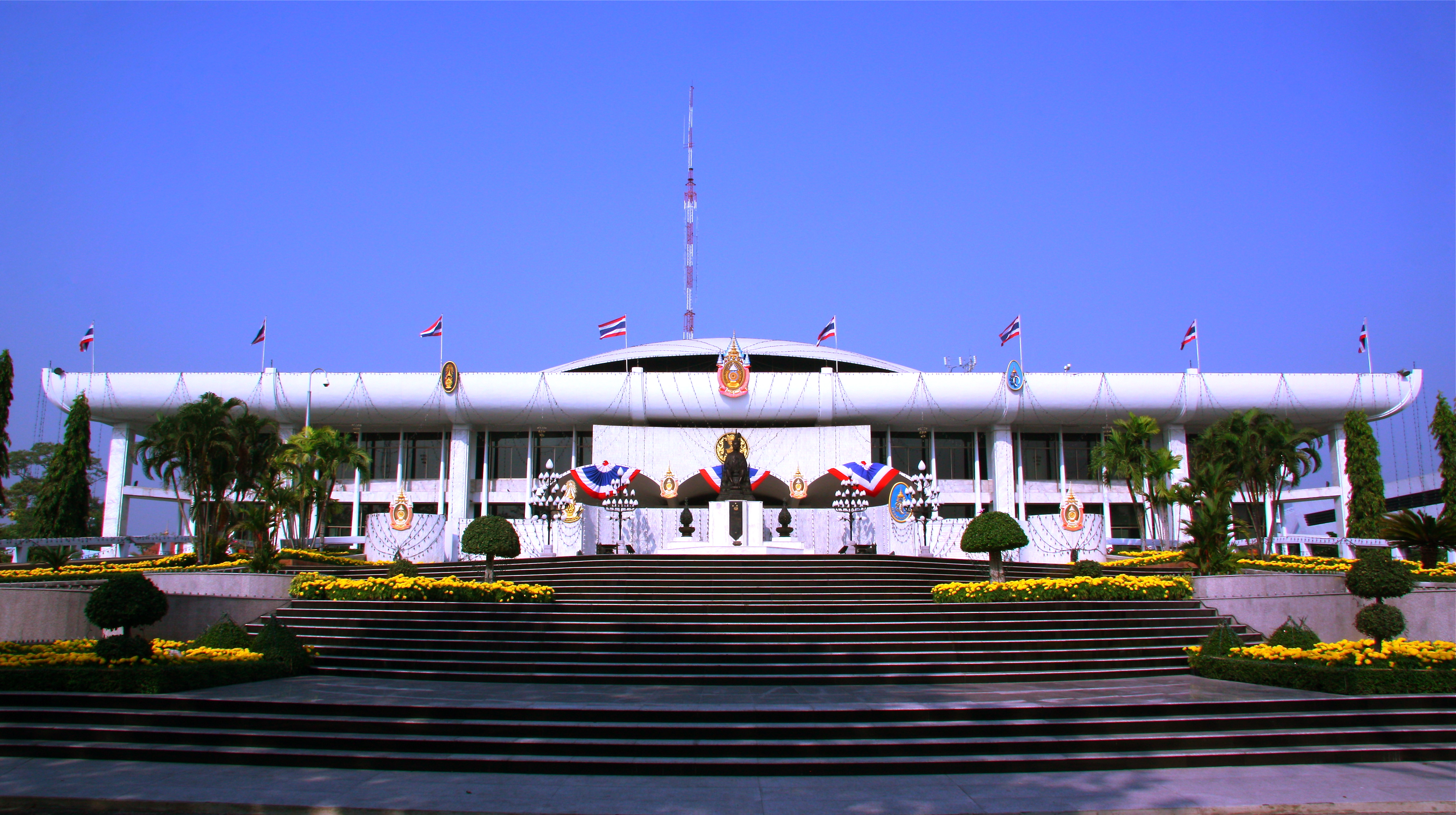
Ancien Siège du parlement (ou Assemblée nationale) composé de la Chambre des représentants et du Sénat, en 2008, domaine royal de Dusit
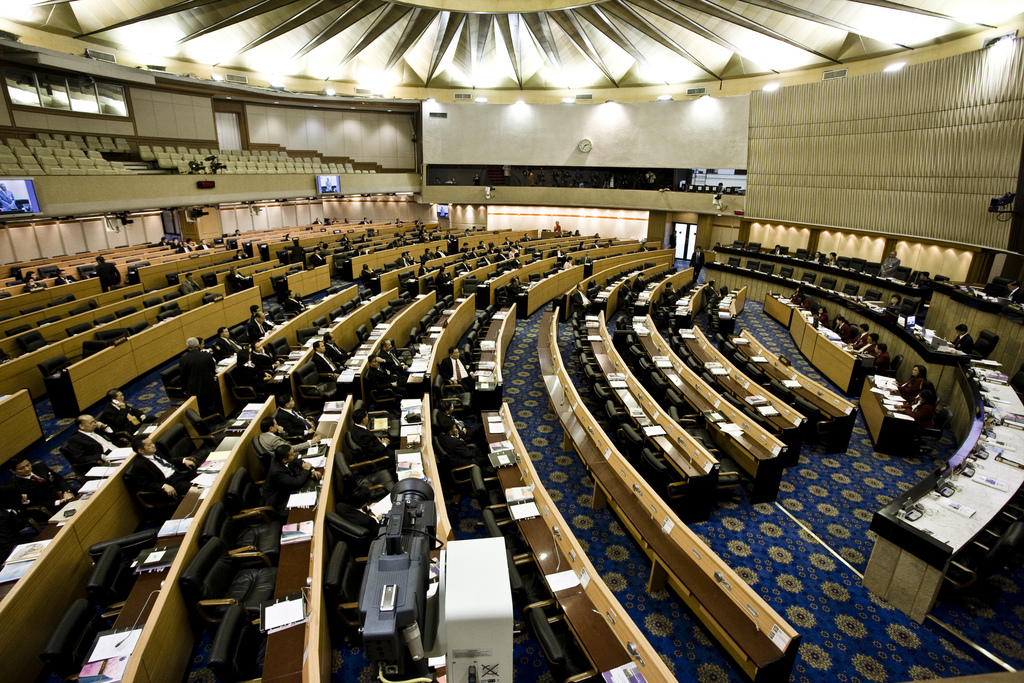
Ancien lieu de réunion de la Chambre des représentants, en 2009, dans le domaine royal de Dusit